# Bijbel van Dowaai
De Bijbel van Dowaai, ook bekend onder de namen Douay-Rheimsbijbel of de Rheims-Douaybijbel, is een Engelse vertaling van de Latijnse Vulgaat en een belangrijk werk van de contrareformatie, bepaald bij het Concilie van Trente. De Bijbel werd vertaald aan het Engels College in Dowaai en het Engels College in Reims, verwijzend naar die desbetreffende universiteitssteden. De Universiteit van Dowaai in de Habsburgse Nederlanden, later Spaanse Nederlanden of Zuidelijke Nederlanden was een belangrijk bolwerk van Engelse katholieken in ballingschap/diaspora, net als de Universiteit van Reims in Riemen in het toenmalige Koninkrijk Frankrijk.
De Bijbelvertaling is vernoemd naar de plaats waar hij gedrukt werd en waar de vertaling van het Oude Testament was voltooid. Die voltooiing vond deel plaats in 1609 en deels in 1610. Het Nieuwe Testament werd in 1582 al in Reims vertaalt,  uitgegeven en voorzien van veel commentaren. In 1610 werd de hele Bijbel als geheel uitgegeven door Laurens Kellam. Het Oude Testament bestaat uit twee delen: Het eerste gedeelte van Genesis tot Job en was voltooid in 1609, het tweede gedeelte vanaf het boek Psalmen tot het boek 2 Makkabeeën was voltooid in 1610. Naast de Tenach met een aantal deuterocanonieke boeken werden ook drie apocriefe geschriften toegevoegd uit de index van de vulgaat, deze boeken zijn voor deze Bijbelvertaling: Het gebed van Manasse, 3 Ezra en 4 Ezra. Naast de eerder genoemde Bijbelboeken is in deze vertaling ook een groot deel met vele polemieke teksten, Bijbelcommentaren en  patristiek  om de vroeg-christelijke wereld beter te begrijpen. Verder helpt dat ook om de inzichten in het Koinè-Grieks en Bijbels-Hebreeuws te verbeteren. Bij patristiek en de Bijbelse talen komt het uitgangspunt Ad fontes terug.
Deze 16e en 17e-eeuwse Bijbelvertaling wordt in de katholieke Angelsaksische wereld nog veelvuldig gebruikt.
Het doel van de Bijbel van Dowaai in zowel tekst als met de eerder genoemde aanvullingen en aantekeningen, was er om  de katholieke traditie hoog te houden en een antwoord te bieden  in het licht van de protestantse Reformatie. Rond 1560 was van publicatie de anglicaanse kerkreligie domineerde in Elizabethaans Engeland het academische debat en daar moest een Katholiek antwoord op komen. Dit antwoord moest zodanig zijn dat het de Engelse katholieken in de contrareformatie kon ondersteunen in hun geloofsleven maar ook "handvaten" kon bieden in het academisch debat.

## Oorsprong

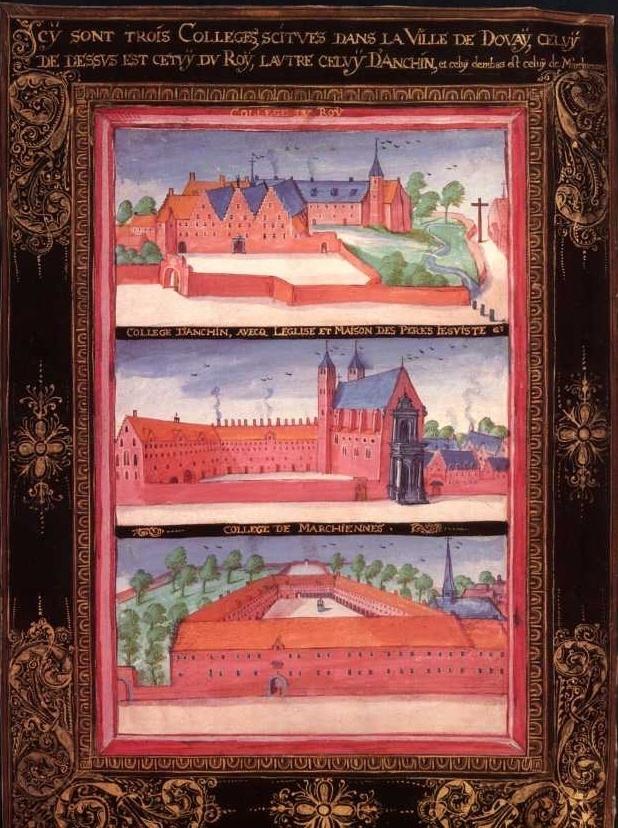
De drie "originele" colleges aan de Universiteit van Dowaai

Na de Engelse Reformatie gingen veel katholieken uit het Koninkrijk Engeland in ballingschap op het Europese vasteland. Meer specifiek naar de Zuidelijke Nederlanden en het aangrenzende Koninkrijk Frankrijk. Het centrum van deze diaspora werd het Spaans-Nederlandse Dowaai en vooral het Engels College aan de in 1559 opgerichte (gelijk met de invoer van de nieuwe pauselijke bul Super Universas en ondersteund door Koning Filips II van Spanje en het Spaanse Rijk) Universiteit van Dowaai. Formeel werd de contrareformatische universiteit opgericht in 1562 in Romaans-Vlaanderen. In 1568 richtte William Allen het Engels College op. Allen was voor de kroning van Elizabeth I van Engeland verbonden aan de Universiteit van Oxford. Aan het Engels College werd deze Bijbelvertaling van het Oude Testament geschreven en gedrukt.
Het Nieuwe Testament was al geschreven in 1582 aan het gelijknamige college in Riemen een ander belangrijk centrum van de katholieke ballingschap van de Engelsen. Dat college stond onder bescherming van het katholieke Huis Guise. In Reims werd het Nieuwe Testament vertaald door Gregory Martin eveneens voor de kroning van Elizabeth I ook verbonden aan de Universiteit van Oxford. Hij was goed bevriend met Edmund Campion, die in 1581 vermoord werd wegens zijn katholieke geloof in protestants Engeland.
Martin werd met zijn Bijbelvertaling geholpen door de theologen Thomas Worthington, Richard Bristow en de eerder genoemde Kardinaal Allen. Deze theologen waren verbonden aan het college in Dowaai. Door een gebrek aan financiering in de ballingschap (het Oude Testament was ook in 1582 in Reims al grotendeels voltooid en vertaald) duurde het nog tot 1609-1610 voordat de vertaling van het Oude Testament in Dowaai werd uitgegeven (op de titelpagina van de Bijbel van Dowaai wordt hier door kardinaal Allen ook naar verwezen).
De Bijbel van Dowaai beïnvloedde ook de uit 1611 stammende anglicaanse King James-vertaling, die weer van invloed was op uit 1637 stammende Nederlandse Statenvertaling.